# Curtonotum sao
Curtonotum sao är en tvåvingeart som beskrevs av Tsacas 1977. Curtonotum sao ingår i släktet Curtonotum och familjen Curtonotidae. Inga underarter finns listade i Catalogue of Life.